# L'Étreinte (album)
Pour les articles homonymes, voir L'Étreinte.
Albums de Miossec
1964
(2004) Brest of
(2007)
L'Étreinte est le sixième album de Christophe Miossec paru le 21 août 2006 sur le label PIAS. Initialement programmé pour mars 2006, l'album a vu sa sortie repoussée en août, jour de la Saint Christophe.

## Historique
Tous les textes sont de Miossec, qui a demandé des musiques à Daran (L'Amour et l'Air), aux Valentins (Le Loup dans la bergerie), Gérard Jouannest (Trente ans) et Robert Johnson (Bonhomme). L'album accueille également la participation de Stef Kamil Carlens, du trio Radio Candip et du pianiste de Jacques Brel, Gérard Jouannest. Cet album contient des titres tels que La Facture d'électricité ou bien encore Trente ans, sonnant comme une sorte de flash-back sur Boire.
Miossec a demandé au peintre Paul Bloas, ami brestois depuis plus de vingt ans et responsable de pochettes pour Noir Désir et Serge Teyssot-Gay, d'illustrer l'album.

## Liste des titres
| No  | Titre                     | Durée |
| --- | ------------------------- | ----- |
| 1.  | La Facture d'électricité  |       |
| 2.  | Maman                     |       |
| 3.  | La Mélancolie             |       |
| 4.  | Trente ans                |       |
| 5.  | Mes crimes : le châtiment |       |
| 6.  | Quand je fais la chose    |       |
| 7.  | Le Loup dans la bergerie  |       |
| 8.  | La Grande Marée           |       |
| 9.  | L'Imbécile                |       |
| 10. | L'Amour et l'Air          |       |
| 11. | Julia                     |       |
| 12. | Bonhomme                  |       |

## Musiciens
- Christophe Miossec : chant et textes
- Robertt Johnson : guitare
- Jean-Louis Piérot : basse
- Ian Thomas : batterie
- Gérard Jouannest : composition et piano sur Trente ans
- Olivier Bodson et Pierre Gillet : trompette sur Trente ans
- Catherine Grozrigolote, Fay Lovsky et Stef Kamil Carlens : chœurs sur La Facture d'électricité
- Radio Candip : chœurs sur Maman
- Jean-Louis Piérot, Jean-François Assy et Nicolas Steven : direction cordes

## Classements
| Chart    | Meilleur classement | Nombre de semaines dans le Top 50 | Certification |
| -------- | ------------------- | --------------------------------- | ------------- |
| France   | 4                   | 40                                |               |
| Belgique | 5                   | 13                                |               |
| Suisse   | 39                  | 5                                 |               |